# 中少动漫
北京中少动漫图书有限公司（简称中少，曾用名北京圣卷图书发行有限公司）是一家中国大陆的图书发行公司，曾经是中国大陆的日本漫画主要引进方之一。

## 引进漫画
以下按照出版社分类，若无特殊情况，以汉语拼音排序。
加粗的表示单行本和完全版均已发售。

### 安徽美术出版社
- 《黑执事》（樞簗）

### 东方出版社
- 《三眼神童》（手冢治虫）

### 连环画出版社
- 《火影忍者》（岸本齐史）
- 《境·界》（久保带人）
- 《猎人》（富坚义博）
- 《网球王子》（许斐刚）[1]
  - 《新网球王子》（许斐刚）
- 《银魂》（空知英秋）
- 《伪恋》（古味直志）

### 江苏美术出版社
- 《龙狼传》（山原义人）

### 中国少年儿童出版社
- 《阿拉蕾》（鸟山明）
- 《钢之炼金术师》（荒川弘）
- 《龙珠》（鸟山明）
- 《圣斗士星矢》（车田正美）
- 《水果篮子》（高屋奈月）

## 关联译者
- 梁晓岩 - 中少自《水果篮子》起几乎全部引进日本漫画的署名译者[2]。因其从未在公开场合露面和发表言论，以及中少《龙珠》完全版漫画沿用单行本译者（牟琳等）译文，却将译者署名改为“梁晓岩”等事件，故有观点认为“梁晓岩”并非单一译者姓名，而是一个翻译团体的代称。